# Сеньков, Леонид Яковлевич
Леонид Яковлевич Сеньков — советский военный, государственный и политический деятель.

## Биография
Родился в 1917 году в Ташкенте. Член КПСС с 1953 года.
С 1939 года — на военной службе, общественной и политической работе. В 1939—1973 гг. — на военной службе, участник Великой Отечественной войны, адъютант командующего войсками Северной группы войск Закавказского фронта, на военной службе в Закавказском военном округе, начальник УПВ КГБ Грузинского округа, командующий Закавказским, Дальневосточным пограничными округами.
Избирался депутатом Верховного Совета РСФСР 7-го созыва.
Умер до 1985 года.